# Rahel Hubacher
Rahel Hubacher (* 1975 in Bannwil) ist eine Schweizer Schauspielerin.

## Leben
Rahel Hubacher wuchs in Bannwil auf. Ihre Kindheit verbrachte sie auf dem elterlichen Bauernhof. Nach dem Vorkurs an der Schule für Gestaltung Bern absolvierte sie eine Lehre zur Goldschmiedin und entdeckte danach in New York das Theater für sich. Nach dem Schauspielstudium von 1998 bis 2002 an der Zürcher Hochschule der Künste folgten Festengagements am Theater Basel (2002 bis 2006) und dem Theater am Neumarkt Zürich (2008 bis 2010). Seit 2010 ist Hubacher freischaffend tätig. Gastspiele führten sie seitdem unter anderem an die Rote Fabrik in Zürich, das Zürcher Schauspielhaus und das Stadttheater Bern.  Auftritte hatte Hubacher weiter bei den Wiener Festwochen, auf dem Festival von Avignon oder dem Berliner Theatertreffen. Bekannte Rollen waren bislang Pünktchen in einer Bühnenfassung von Erich Kästners Roman Pünktchen und Anton, Nina in Anton Tschechows Möwe, die Barblin in Andorra von Max Frisch oder die Elli in Kasimir und Karoline von Ödön von Horváth. Mit dem Stück Mnemopark in der Regie von Stefan Kaegi / Rimini Protokoll begab sie sich von 2007 bis 2008 auf eine internationale Tournee.
Nach ihrem Debüt in der Tragikomödie Die Herbstzeitlosen steht Rahel Hubacher kontinuierlich in Schweizer Film- und Fernsehproduktionen vor der Kamera. So war sie in den Komödien Die Standesbeamtin und Achtung, fertig, WK! und einer Folge der Serie Der Bestatter zu sehen. Gemeinsam mit Patrick Karpiczenko und Phillipe Graber schrieb sie 2015 die SRF Mini-Serie Röiber und Poli, in welcher sie die Rolle der Sybille spielte. Gelegentlich arbeitet sie auch als Hörspielsprecherin. Gemeinsam mit Dagmar Walser entstand Zum Ersten, zum Zweiten, zum Dritten: Ein Erinnerungsstück, ein Feature, das sich mit ländlichen Versteigerungen und Viehauktionen beschäftigt.
Neben ihrer Tätigkeit als Schauspielerin unterrichtet sie als Dozentin an der Zürcher Hochschule der Künste im Departement Theater. Von 2018 bis 2024 studierte sie Psychologie an der Zürcher Hochschule für angewandte Wissenschaften. 2024 schloss sie das Studium mit dem Master of Science ZHAW in Applied Psychology ab.
Rahel Hubacher lebt in Zürich und arbeitet als freischaffende Schauspielerin in den Bereichen Theater, Film und Radio.

## Filmografie (Auswahl)
- 2006: Die Herbstzeitlosen
- 2006: Mon frère se marie
- 2008: Tandoori Love
- 2009: Die Standesbeamtin
- 2011: Manipulation
- 2012: Wenn alle da sind (Kurzfilm)
- 2013: Der Bestatter – Schweres Erbe
- 2013: Achtung, fertig, WK!
- 2014: Rider Jack
- 2015: Roiber und Poli
- 2016: Aloys
- 2016: Lina
- 2017: Facing Mecca
- 2019: Als Hitler das rosa Kaninchen stahl
- 2019: Die fruchtbaren Jahre sind vorbei
- 2020: Nr. 47 (Staffel 4)
- 2020: Advent Advent
- 2023: Bonjour Ticino
- 2023: Neumatt – 2. Staffel – 1 Folge
- 2024: Freida's Fall

## Hörspiele (Auswahl)
- 2005: Bitzius – Autor: Beat Sterchi – Regie: Charly Benoit
- 2008: Gluscht u Gnusch u Gwunger – Autor: Fritz Widmer – Regie: Buschi Lungenbühl
- 2010: Zum Ersten, zum Zweiten, zum Dritten: Ein Erinnerungsstück – Autorinnen: Dagmar Walser und Rahel Hubacher
- 2012: Kafi Rojal – Autor: Stephan Mathys – Regie: Päivi Stalder
- 2013: Wenn Chnächte Puure spile – Autor: Heinz Stalder – Regie: Geri Dillier
- 2014: Dr Madam ihre Mössiö – Autor: Guy Krneta – Regie: Geri Dillier
- 2019: Obsi – Autor: Heinz Stalder & Päivi Stalder – Regie: Päivi Stalder
- 2024: Gmeinschaftsantenne – Autor: Ernst Burren – Regie: Reto Ott
- 2024: Jolanda Grunder rettet Jakob Bärtschi – Autor: Matto Kämpf – Regie: Mark Ginzler

## Auszeichnungen
- 2000: Stipendium der Friedel-Wald-Stiftung
- 2001: Förderpreis der Rentsch-Stiftung für kulturelle Impulse
- 2001: Stipendium Migros-Kulturprozent
- 2005: Förderpreis der Armin-Ziegler-Stiftung